# Oprișești, Bacău
Oprișești este un sat în comuna Răchitoasa din județul Bacău, Moldova, România.